# シャリフ・カブンスアン州

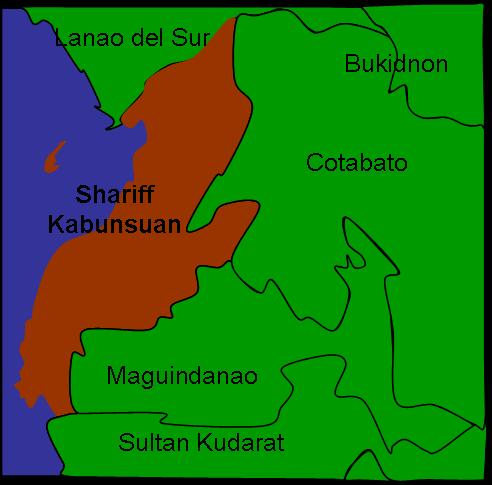
シャリフ・カブンスアン州の位置

シャリフ・カブンスアン州（Province of Shariff Kabunsuan）は、2006年から2008年までフィリピン南部ミンダナオ島にあった州で、イスラム教徒ミンダナオ自治地域（Autonomous Region in Muslim Mindanao, ARMM）に属していた。

## 来歴
マギンダナオ州の北部が分離してできた州で、北にラナオ・デル・スル州、東にソクサージェン地方のコタバト州、南にマギンダナオ州の残部と接し、西にはモロ湾を臨んでいた。州域にはARMMとソクサージェン地方双方の中心都市コタバト市があるが、フィリピン国内の独立した都市の1つである。
シャリフ・カブンスアン州は、マギンダナオ州北部の10の町からなる新たな州を創設するために制定されたムスリム・ミンダナオ自治法第201（Muslim Mindanao Autonomy Act No. 201）に基づき誕生した。2006年10月29日、マギンダナオ州の住民投票の結果、賛成票多数によりこの法案は承認され、北部の10の町が分離してフィリピン80番目の州として発足した。フィリピン議会による創設ではなく、住民投票（ARMMに関する法律に基づく）により発足したはじめてのフィリピンの州でもあった。
人口は365,848人（2000年）、町の数は州発足とともにウピ町が二つに分裂し11になった。州都はコタバト市の南にある町、ダトゥ・オディン・シンスアト（Datu Odin Sinsuat）であった。州の名は、16世紀にジョホールから来てマギンダナオ王国にイスラム教を紹介したシャリーフ・ムハンマド・カブンスワン（Shariff Mohammed Kabungsuwan）に由来していた。
しかし2008年7月17日、フィリピン最高裁は、セマ対フィリピン選挙管理委員会事件（Sema v. Comelec）の判決に置いて、シャリフ・カブンスアン州の創設の無効と、ARMMが州や市を創設するのは憲法違反だとする判決を下した。行政地域の創設といった事項は憲法上ではフィリピン議会の専管事項であり、それゆえARMM議会がARMM内に州や市を新設することを憲法違反と判断している。ARMM側は異議を申し立てたが、結局2009年1月にこの判決は確定した。
その後もマギンダナオ州の分割運動が続けられた。2022年にマギンダナオ州が分割されて誕生した北マギンダナオ州は、旧シャリフ・カブンスアン州と同じ境界線、同じ州都を有する。